# Moses Fürst
Moses Fürst (* 1747 in Kopenhagen; † 20. November 1801 ebenda) war ein dänisch-jüdischer Kaufmann in Kopenhagen sowie Schwager und Geschäftspartner von Moses Mendelssohn und ein Wortführer der Haskala in Dänemark.

## Herkunft
Moses Fürst war ein Sohn des am 24. Oktober 1721 von Altona nach Kopenhagen eingewanderten Kaufmanns Jacob Moses Fürst (* um 1700 in Hamburg; † 19. Dezember 1764/1765 in Kopenhagen) und dessen Gattin Rösche Fürst (geb. Fürst). Dieser Jacob Moses Fürst war seinerseits Sohn des Altonaer Kaufmanns Moses Ruben Fürst (* 1685 in Altona; † 9. März 1745/1751 ebenda), Inhaber eines königlichen Schutzbriefs zum Betreiben von Handel in Dänemark ab April 1724, einem Sohn des Kaufmanns Ruben (Joseph) Salomon Fürst (* 1645 in Altona; † Oktober 1700 ebd.). Selbiger war wohl ein direkter Enkel des Chajim Fürst und dessen 1671 zu Altona geehelichten zweiter Ehefrau, Lea Wolf/Wulff († 1750), bzw. eventuell Lea Wolf/Wulff (1648–1716 Berlin, Tochter des kurfürstl.-brandenbg. Hofjuden Behrend Baruch Minden-Wulff (1628–1706), dem Onkel von Moses Benjamin Wulff). Moses Fürsts Schwester Elisabeth Libet verh. Nathan (* ca. 1736; † 1821) war durch Heirat mit Philip Moses Nathan (1730–1805) die Stamm-Mutter der Verleger- und Künstlerfamilie Philipsen in Dänemark.

## Leben und Wirken
Moses Fürst, Mitglied der von Meyer Goldschmidt 1694 gegründeten jüdischen Gemeinde in Kopenhagen, entstammte der aschkenasischen Altonaer Kaufmannsfamilie Fürst und war zeitlebens selber als Kaufmann, vor allem für Seide, tätig.
Er heiratete Rachel Gugenheim (*ca. 1750; † 1810), jüngere Schwester des Joseph Gugenheim und Halbschwester der Fromet Guggenheim aus Altona, und wurde somit ein Schwager des Moses Mendelssohn. Um 1784 betrieb Moses Fürst seine Handelsgeschäfte wohl in Kooperation mit seinen Schwägern Joseph Gugenheim und Moses Mendelssohn. Moses Fürst pflegte regen Briefwechsel mit Moses Mendelssohn. So sandte Mendelssohn seinen Schwägern Fürst und Gugenheim auch im Stil eher jovial-freundschaftlich geprägte Briefe, etwa einen Brief aus Berlin vom 15. Juni 1784 (mit einer Empfehlung für Isaac Euchel), der mit der Anrede: „An meine guten Brüder in Kopenhagen, Herren Moses Fürst und Joseph Gugenheim, meinen brüderlichen Segen und Gruß zuvor. Brüder, liebe Getreue! ...“ beginnt.
Moses und Rachel Fürst (geb. Gugenheim) waren bei der dänischen Volkszählung 1787 (Folketælling), zusammen mit drei Söhnen und zwei Töchtern im Alter von 2 bis 9 Jahren, sowie Neffen und Nichten, und Angestellten, etwa dem Sekretär Joseph Philipsen (* 1761), den Geschwistern Heilbuth und dem Hauslehrer Hersch Friedländer, in der Pilestræde Nr. 109, Købmager Kvarter, ansässig.
Neben seiner Funktion als Geschäftspartner Mendelsohns, übernahm Fürst auch die Rolle eines wichtigen Unterstützers der Reformbestrebungen Mendelsohns. So war Fürst ein wichtiger Anführer dieser Bewegung in Dänemark, nachdem er zuvor einen Austritt aus der orthodoxen jüdischen Gemeinde und eine Konversion zum Christentum erwogen hatte.
Moses Fürst war, gemeinsam mit Wulff Lazarus Wallich (1756–1843, Vater des Botanikers Nathaniel Wallich), ein Verfechter der jüdischen bürgerlichen Emanzipation und der Haskala, also des aufgeklärten Reformjudentums, bei den inneren Konflikten der jüdischen Gemeinde Kopenhagens und sprach sich häufiger gegen die starre Dominanz und Willkür der orthodoxen Ältesten aus. Fürst empörte sich 1787 etwa über die willkürliche Exkommunizierung seines Sekretärs Joseph Philip(sen) wegen unorthodox getragener Perücke bei der Bar Mitzwa von dessen Neffen Abraham Berends Philip (1774–1828). Fürst trat mit Eifer für die bürgerliche Gleichberechtigung seiner Glaubensgenossen und für Modernisierungsbestrebungen innerhalb des Judentums ein. Der aufklärerische Einfluss Mendelssohns erstreckte sich damals durch gesellschaftliches und soziales Engagement der Reformer um Moses Fürst jedoch auch auf weite Kreise der übrigen (nicht-jüdischen) Gesellschaftsschichten der Kopenhagener Bürgerschaft.

## Familie
Moses Fürst hatte um 1787 drei Söhne und zwei Töchter. Der deutsch-dänische Autor, Dichter und Publizist Nikolai Nathan Fürst (* 1779 in Kopenhagen; † 11. Mai 1857 in Wien), der unter dem Namen Nils, das Nordenkind ein Mitglied der Ludlamshöhle wurde, war sein jüngster Sohn. Dieser konvertierte 1821, u. a. unter Patenschaft von Friedrich Schlegel, zum Katholizismus.